# یارمحمد سهام‌الدوله

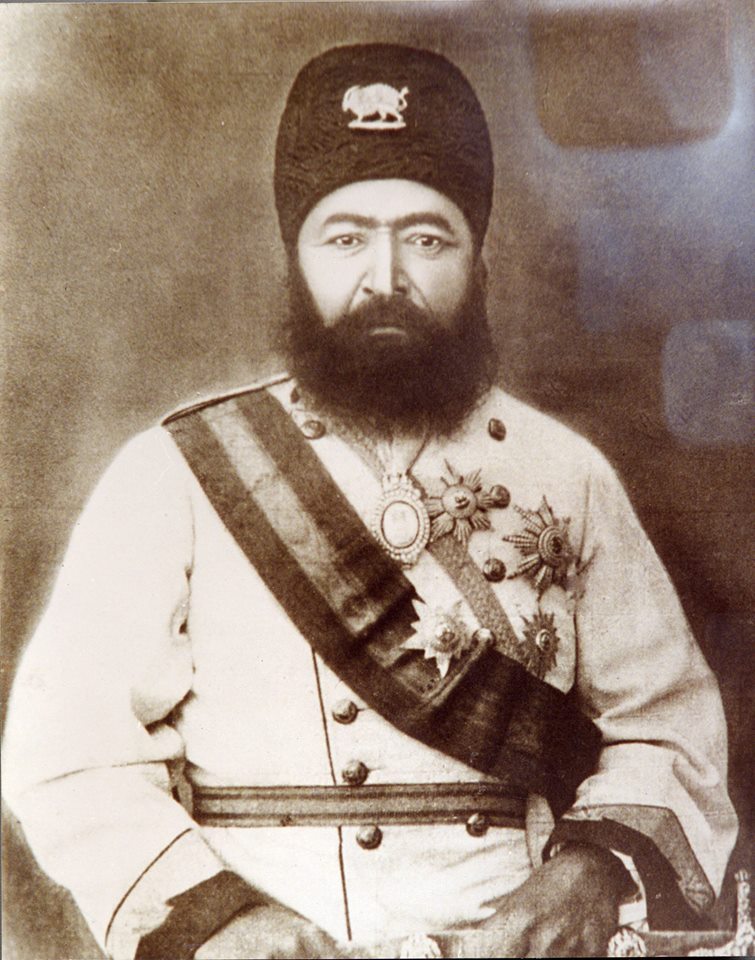
تصویر سهام الدوله یارمحمدخان شادلو ملقب به سردار مفخم

یارمحمدخان سهام‌الدوله بجنوردی ملقب به یارمحمدخان شادلو و سردار مفخم (متولد: ۱۲۰۶ خورشیدی در بجنورد - مرگ: ۲۲ دی ۱۲۸۲ خورشیدی) از ایل کرد شادلو، حاکم نواحی شمال خراسان به مرکزیت بجنورد در دوران سلطنت ناصرالدین شاه قاجار بوده‌است.
عمارت سردار مفخم و آینه خانه مفخم از آثار معماری دوران حاکمیت اوست که هم‌اکنون در شمال شرقی شهرستان بجنورد در استان خراسان شمالی به عنوان موزه بازدید می‌شوند.
سهام الدوله یارمحمدخان شادلو، حاکم بجنورد، به دستور ناصرالدین شاه قاجار مأمور شد که گنبد تازه‌ای در محل تاریخی بش قارداش بسازد. وی بنایی جدید در این محل احداث کرد و پس از مرگ ناصرالدین شاه، آن را به مقبرهٔ خود اختصاص داد که اکنون قبر وی با سنگی مرمرین در وسط آن قرار دارد.
شیخ عبدالکریم کریمی ملقب به آخوند بزرگ که از علمای هم‌عصر با سردار بوده‌است، مدتی امور دیوانی و جمع‌آوری خراج را در بخش‌هایی از قلمرو حکومت سردار از جمله جوین برعهده داشته‌است. مدتی پس از درگذشت سردار، شیخ عبدالکریم نیز در قریه خلیل‌آباد (جغتای) جوین درگذشت و در جوار آرامگاه سید حسن غزنوی در آزادوار مدفون شد.